# HeLa-Zellen

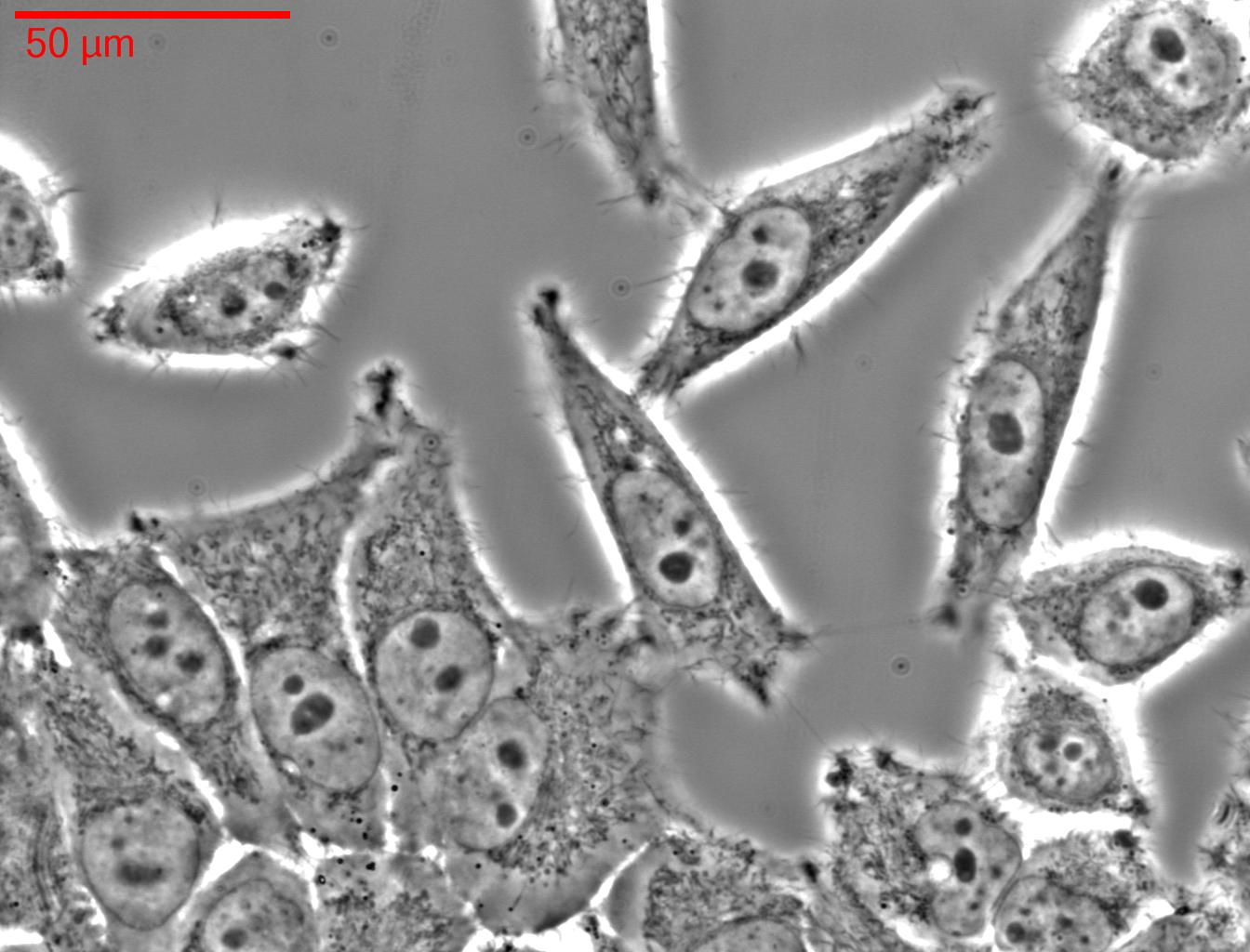
Lichtmikroskopische Aufnahme von HeLa-Zellen in Kultur

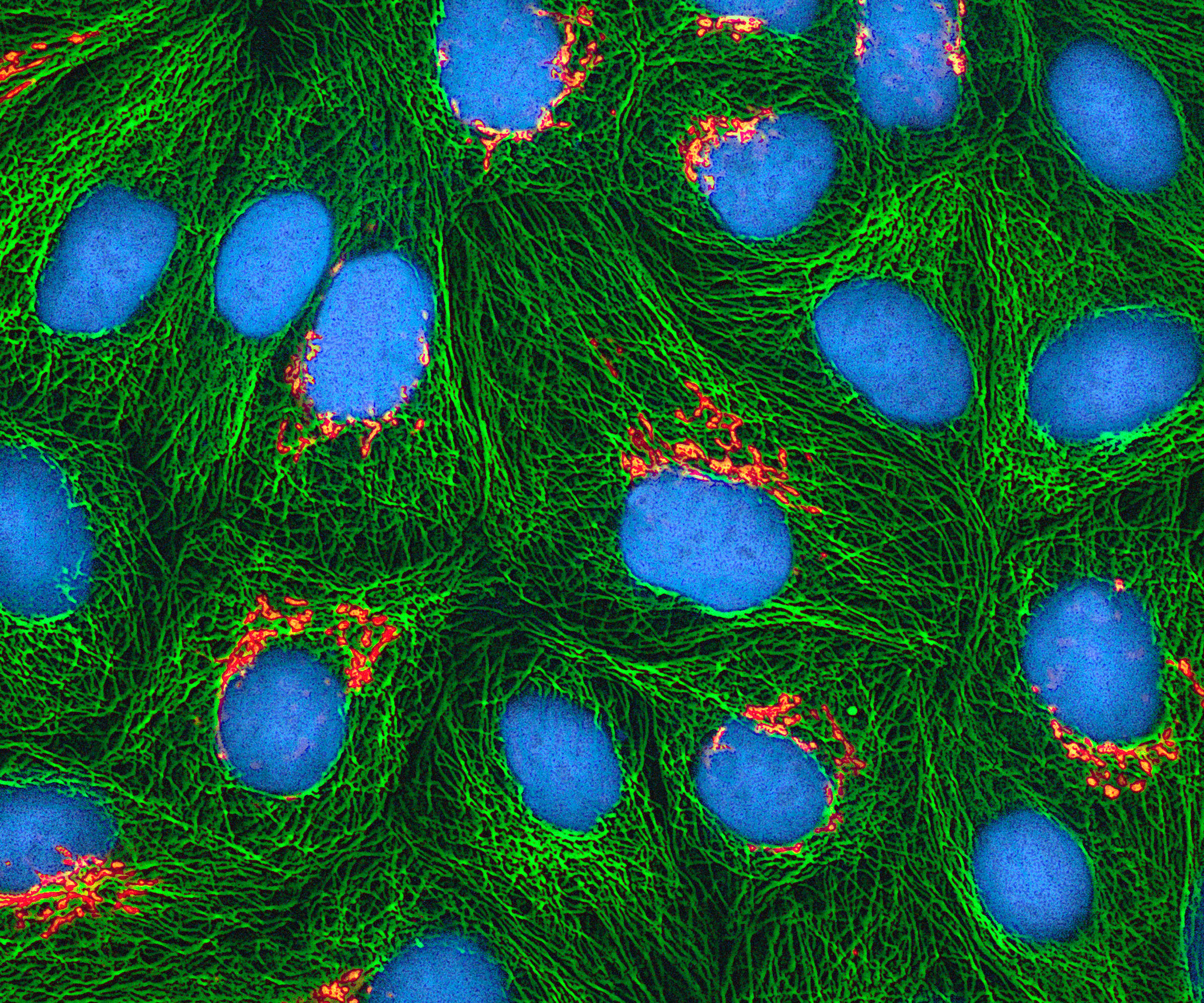
FM-Aufnahme von konfluenten HeLa-Zellen mit Mikrotubuli (grün), Golgi-Apparat (orange) und Zellkern (blau)

HeLa-Zellen sind menschliche Epithelzellen eines Zervixkarzinoms (Gebärmutterhalskrebs) und die ersten menschlichen Zellen, aus denen eine permanente Zelllinie etabliert wurde. Die Zellen waren vom humanen Papillomvirus 18 (HPV18) befallen. Der Gendefekt konnte inzwischen aufgeklärt werden: Die Zellen waren sowohl durch ein virales Protein (Onkogen E6 oder E7), das den p53-Tumorsuppressor inaktiviert, als auch durch eine Mutation im Humanen Leukozyten-Antigen (HLA) der Supergenfamilie auf Chromosom 6 zu Tumorzellen entartet.

## Ursprung der Zellen
Die HeLa-Zellen wurden ohne Aufklärung oder Zustimmung der Patientin aus einer Gewebeprobe aus einem Cervixtumor der afroamerikanischen Patientin Henrietta Lacks (* 1. August 1920 in Roanoke (Virginia), † 4. Oktober 1951 in Baltimore (Maryland)) (fälschlicherweise auch als Henrietta Lakes, Helen Lane oder Helen Larson benannt) etabliert.
Nach der Geburt ihres fünften Kindes litt Henrietta Lacks an starken unregelmäßigen Unterleibsblutungen. Ihr Hausarzt überwies sie zur Untersuchung an das Johns Hopkins Hospital in Baltimore, in den 1950er-Jahren das einzige Krankenhaus in der weiteren Umgebung, das Schwarze kostenlos behandelte. Dort stellte der Gynäkologe Howard W. Jones eine 2–3 cm große Geschwulst an ihrem Gebärmutterhals (Zervix) fest. Jones entnahm eine Gewebeprobe des Tumors, bei deren mikroskopischen Untersuchung ein Plattenepithelkarzinom der Zervix diagnostiziert wurde, wobei der Tumor später histopathologisch als ein Adenokarzinom identifiziert wurde.
Lacks wurde mit internen und externen Bestrahlungen therapiert. Am 9. Februar 1951 entnahm Jones während einer dieser Bestrahlungssitzungen weitere Gewebeproben aus dem Gebärmutterhals. Diese Proben gab er an George Otto Gey weiter, der am Johns Hopkins Hospital daran arbeitete, eine potentiell unsterbliche Zelllinie zu erschaffen. Aus diesen Zellen entstand schließlich die tatsächlich potentiell unsterbliche HeLa-Zelllinie.
Am 8. August 1951 stellte sich Lacks wieder im Johns Hopkins Hospital vor. Ihr Gesundheitszustand hatte sich deutlich verschlechtert und sie litt unter starken Schmerzen, weshalb die Ärzte entschieden, sie stationär zu behandeln. Sie verstarb am 4. Oktober 1951 im Alter von 31 Jahren an akutem Nierenversagen mit Urämie. Lacks’ Körper wurde nach ihrem Tod obduziert, wobei die Ärzte feststellten, dass der Krebs bereits im gesamten Körper Metastasen gebildet hatte.

## Etablierung der HeLa-Zellen

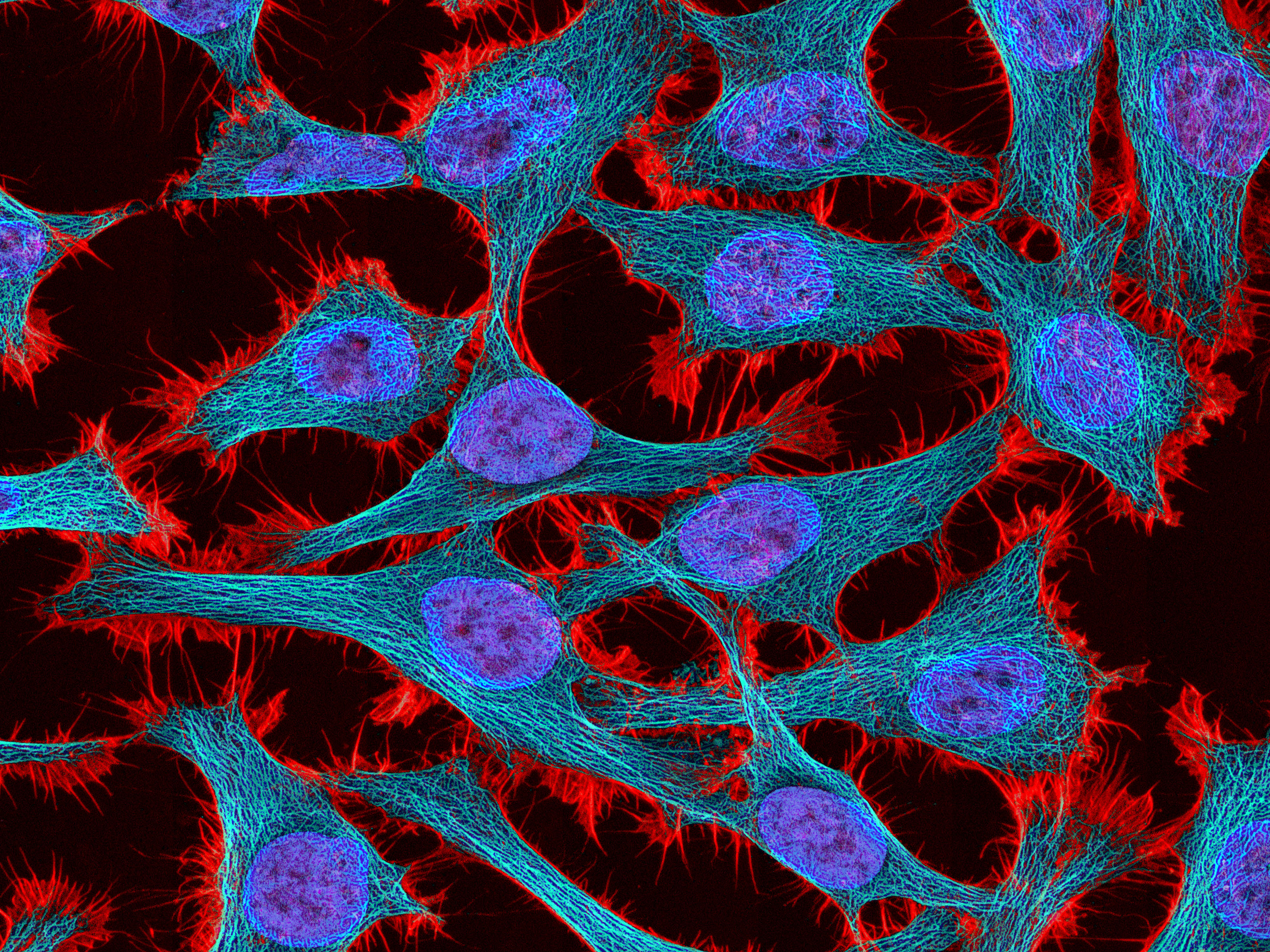
Fluoreszenzmikroskopische Aufnahme von HeLa-Zellen nach Anfärbung von Aktinfilamenten (rot), Mikrotubuli (cyan) und Zellkernen (blau)

Eine aus Henrietta Lacks’ Tumor entnommene Gewebeprobe wurde an den Wissenschaftler George Otto Gey übergeben. Der Krebsforscher Gey arbeitete zusammen mit seiner Frau Margaret am Johns Hopkins Hospital bereits seit fast 30 Jahren daran, eine potentiell unsterbliche menschliche Zelllinie in Zellkultur zu etablieren, um daran Erkenntnisse zum Wachstumsverhalten von entarteten Zellen studieren zu können. Bis zu diesem Zeitpunkt war es Wissenschaftlern zwar gelungen, permanente Zelllinien von tierischen Zellen zu erzeugen, alle bis zu dem Zeitpunkt kultivierten humanen Zellen stellten aber nach maximal 30 bis 50 Teilungen das Wachstum ein und starben ab (Hayflick-Grenze).
Gey isolierte einzelne Zellen aus dem Tumorgewebe und brachte sie in Kultur. Unter ihnen war eine Zelle, deren Wachstums- und Teilungsverhalten sich von dem der anderen Zellen unterschied. Sie teilte sich mit besonders hoher Geschwindigkeit und starb selbst nach einer großen Anzahl durchgemachter Zellteilungen nicht ab. Gey erkannte, dass diese Zelllinie potentiell unsterblich war, vermehrte sie und etablierte so eine humane Zelllinie, die er zur Anonymisierung nach den Namensinitialen der Spenderin Henrietta Lacks HeLa nannte. Später wurde der Name der Zelllinie fälschlicherweise auf die Namen Henrietta Lakes, Helen Lane und Helen Larson zurückgeführt.
Der Immunologe Jonas Salk hatte Anfang des Jahres 1952 den ersten Impfstoff gegen Kinderlähmung (Poliomyelitis) entwickelt. Gey und seine Kollegen am Johns Hopkins Hospital stellten fest, dass die HeLa-Zellen sich mit dem Polio-Virus infizieren ließen und sehr viel sensibler gegenüber einer Infektion mit dem Poliovirus waren als die bis dahin für die Impfstofftestung verwendeten Primaten-Zellen. Da von dieser Entdeckung an für die Testung von Polio-Impfstoffen HeLa-Zellen in großem Umfang benötigt wurden, gründete die National Foundation for Infantile Paralysis 1952 eine am Tuskegee Institute angesiedelte Abteilung für die Massenproduktion von HeLa-Zellen. Das Institut verband damit keine kommerziellen Interessen und stellte die Zellen Laboren und Wissenschaftlern zur Verfügung. Auch George Otto Gey verbreitete die Zellen durch großzügige Weitergabe unter Wissenschaftlern.
Später war die Firma Microbiological Associates das erste Unternehmen, das HeLa-Zellen kommerziell produzierte und vermarktete.

## Forschung mit HeLa-Zellen

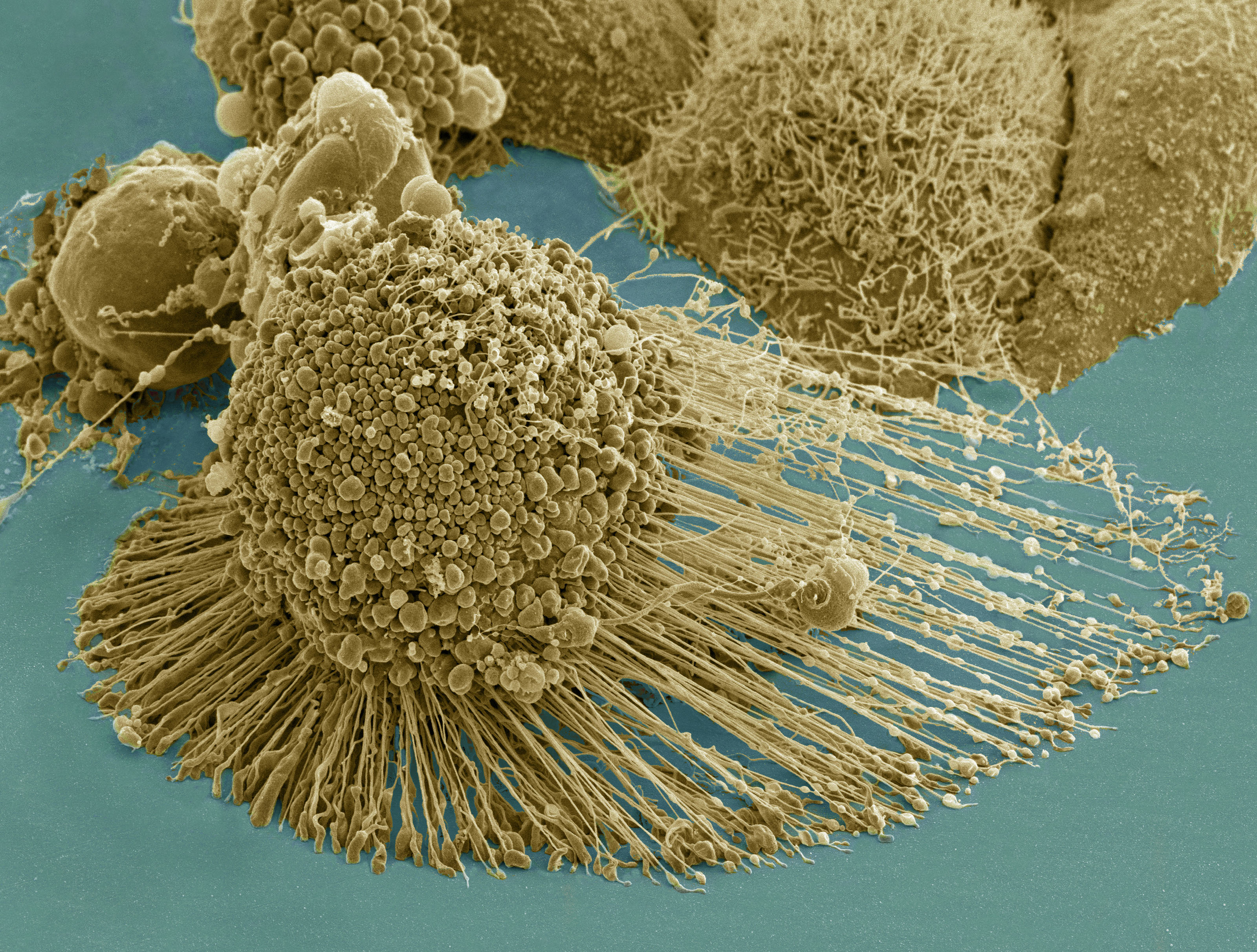
Elektronenmikroskopische Aufnahme einer apoptotischen HeLa-Zelle

Auf wissenschaftlichen Erkenntnissen aus Experimenten mit HeLa-Zellen basieren weltweit ca. 17.000 angemeldete Patente. In der medizinisch-naturwissenschaftlichen Datenbank PubMed sind mehr als 128.000 wissenschaftliche Artikel registriert, die auf Experimenten mit HeLa-Zellen beruhen.
Neben der Testung des Polio-Impfstoffes wurden HeLa-Zellen bald für zahlreiche verschiedene Zellkulturexperimente in der naturwissenschaftlichen Forschung eingesetzt. Der Bedarf an HeLa-Zellen stieg schnell an. Nachdem sie in Massenfertigung hergestellt wurden, wurden sie in die ganze Welt verschickt. Im Jahr 1955 waren HeLa-Zellen die ersten humanen Zellen, die erfolgreich geklont wurden. Sie wurden zur Erforschung von Krebs, AIDS, den Auswirkungen radioaktiver Strahlung und toxischer Substanzen, für die Genkartierung und andere wissenschaftliche Forschungszwecke eingesetzt. HeLa-Zellen werden verwendet, um die menschliche Empfindlichkeit gegen Pflaster, Klebstoff, Kosmetik und viele andere Produkte zu testen. Auch die Aufklärung der Funktion der Polymerase-Enzyme gelang an HeLa-Zellen.
Bisher wurden vier Nobelpreise für Forschungsarbeiten verliehen, bei denen HeLa-Zellen eingesetzt wurden:
- Nobelpreis für Physiologie oder Medizin 2004 an Richard Axel und Linda B. Buck „für die Erforschung der Riechrezeptoren und der Organisation des olfaktorischen Systems“
- Nobelpreis für Physiologie oder Medizin 2008 an Harald zur Hausen „für seine Entdeckung der Auslösung von Gebärmutterhalskrebs durch humane Papillomviren“
- Nobelpreis für Physiologie oder Medizin 2009 an Elizabeth Blackburn, Carol W. Greider und Jack Szostak „für die Entdeckung, wie Chromosomen durch Telomere und das Enzym Telomerase geschützt werden“
- Nobelpreis für Chemie 2014 an Eric Betzig, Stefan Hell und William Moerner „für die Entwicklung von superauflösender Fluoreszenzmikroskopie“ (Photoactivated Localization Microscopy, STED-Mikroskop)

## Verunreinigung von Zellkulturen durch HeLa-Zellen
Im Jahr 1966 stellte der Wissenschaftler Stanley Michael Gartler fest, dass HeLa-Zellen offenbar weltweit zahlreiche Zellkulturansätze kontaminiert hatten. Aufgrund der hohen Teilungsrate und der dadurch bedingten hohen Vermehrungsrate kann eine einzige HeLa-Zelle, die als Verunreinigung in eine bestehende Zellkultur eingebracht wird, die bestehende Kultur überwachsen. In den 1960er Jahren hatten Wissenschaftler nur sehr eingeschränkte Möglichkeiten, die Kontamination eines Zellkulturansatzes mit Zellen der gleichen Spezies zu erkennen, da es noch keine genetischen Analysemethoden gab. Gartler hatte mittels Elektrophorese ein spezifisches Enzymmuster der jeweiligen Zelllinien bestimmt und konnte nachweisen, dass dieses bei vielen der von ihm untersuchten Zelllinien identisch war und gleichzeitig eindeutig dem einer schwarzen Spenderperson zugeordnet werden konnte, obwohl viele der untersuchten Zelllinien angeblich von weißen Spendern abstammen sollten.
Gartlers Feststellung wurde im Nachhinein oft als die HeLa-Bombe bezeichnet, da damit zahlreiche der innerhalb von eineinhalb Jahrzehnten an Zellkulturlinien erarbeiteten wissenschaftlichen Erkenntnisse in Frage gestellt wurden, weil im Nachhinein nicht mehr festgestellt werden konnte, ob Experimente jeweils tatsächlich an humanen Zellen spezifischer Organe oder aber an den von Krebszellen abstammenden HeLa-Zellen durchgeführt worden waren.

## Juristische und ethische Kontroverse
Weder Henrietta Lacks noch ihre Familie hatten ihrem Arzt die Erlaubnis zur Entnahme der Zellen erteilt. Zu der Zeit der Zellentnahme war das Einverständnis des Patienten weder zwingend notwendig noch war es üblich, dieses einzuholen. Die Angehörigen und Nachkommen von Henrietta Lacks wussten über mehrere Jahrzehnte nicht, dass aus den entnommenen Tumorzellen die HeLa-Zellen kultiviert worden waren und diese weltweit wissenschaftlich genutzt und kommerziell vermarktet wurden. Das Johns Hopkins Hospital war in den 1950er Jahren eines der wenigen Krankenhäuser in der Gegend, das überhaupt afro-amerikanische Patienten behandelte. Die medizinische Versorgung wurde kostenlos gewährt, war aber mit dem stillschweigenden Einverständnis zur Teilnahme an wissenschaftlichen Studien verbunden.
Nachdem die Kontamination zahlreicher Zellkulturlinien durch HeLa-Zellen bekannt geworden war, kontaktierten Wissenschaftler David Lacks, den Witwer Henriettas, um von ihm und weiteren Angehörigen Blutproben zu nehmen. Sie erhofften sich, über die Analyse der DNA der Angehörigen eine genetische Karte der HeLa-Zellen erstellen zu können, um so Marker zu finden, mit denen HeLa-Zellen eindeutig identifiziert werden konnten. Die Angehörigen erfuhren erst dadurch davon, dass Zellen von Henrietta Lacks lebten und weltweit in Laboren für Experimente eingesetzt wurden. Auf die Bitte um eine Erklärung wurde der Familie ein Lehrbuch über Zellbiologie mit dem Hinweis überreicht, die Erklärung befinde sich in diesem Buch. Da kein Familienangehöriger über medizinisches Grundwissen verfügte, konnte die Familie aus dem Buch keine Informationen gewinnen. Nähere Informationen über die Zellen erhielt die Familie erst durch den Reporter Michael Gold, der die Familie bei der Recherche zu einem Artikel über HeLa-Zellen für das Rolling Stone-Magazin kontaktierte.
Bei ihren Nachforschungen erfuhr die Familie, dass mit der weltweiten Vermarktung der HeLa-Zellen jedes Jahr ein Umsatz von mehreren Millionen US-Dollar erzielt wurde, während Henrietta Lacks’ Nachkommen weiterhin in Armut lebten und sich zum Teil nicht einmal die Beiträge für eine Krankenversicherung leisten konnten.
In den 1980er und 1990er Jahren wurden Auszüge aus der Patientenakte von Henrietta Lacks und von Angehörigen der Familie ohne deren Einverständnis veröffentlicht. Ein ähnlicher Fall wurde vor dem Supreme Court of California verhandelt: im Fall Moore gegen die University of California entschied das Gericht am 9. Juli 1990, dass das einer Person entfernte Gewebe oder Zellen nicht deren Eigentum seien und deshalb kommerziell verwertet werden dürfen.
Im Jahr 2013 wurde das Genom eines Stammes der HeLa-Zellen durch Wissenschaftler des European Molecular Biology Laboratory vollständig sequenziert. Der üblichen Vorgehensweise entsprechend, wurde die gesamte Genomsequenz in den frei zugänglichen Datenbanken des European Bioinformatics Institute sowie des National Center for Biotechnology Information (NCBI) veröffentlicht, um sie anderen Wissenschaftlern für deren Forschungsarbeiten zur Verfügung zu stellen.
Die Veröffentlichung löste eine weltweite Debatte unter Wissenschaftlern und Bioethikern aus, da die veröffentlichte DNA-Sequenz Rückschlüsse auf die genetische Information lebender und der Öffentlichkeit bekannter Nachfahren von Henrietta Lacks zulässt. Obwohl die Wissenschaftler nicht gegen die gültige Rechtsgebung verstoßen hatten, wurde dieses Vorgehen international stark kritisiert.
Lars Steinmetz, der Leiter der Forschungsgruppe, die das Genom sequenziert hatte, ließ die im Internet veröffentlichte DNA-Sequenz löschen und nahm über Rebecca Skloot, der Autorin eines Buchs über Henrietta Lacks, Kontakt zur Familie Lacks auf, um sich zu entschuldigen. Er bot der Familie eine Zusammenarbeit an, um einen Weg zu finden, die wissenschaftlich bedeutende Information zu veröffentlichen und gleichzeitig die Privatsphäre der Familie Lacks zu respektieren.
Am 7. August 2013 wurde schließlich eine Vereinbarung zwischen der Familie Lacks und den National Institutes of Health geschlossen, die der Familie einige Kontrollrechte über den Zugang zu dem DNA-Code der Zellen sowie die Erwähnung von Henrietta Lacks in wissenschaftlichen Veröffentlichungen zusicherte. Zusätzlich erhielten zwei Familienmitglieder Sitze in dem sechsköpfigen Komitee, das über den Zugang von Wissenschaftlern zu dem DNA-Code entscheidet.

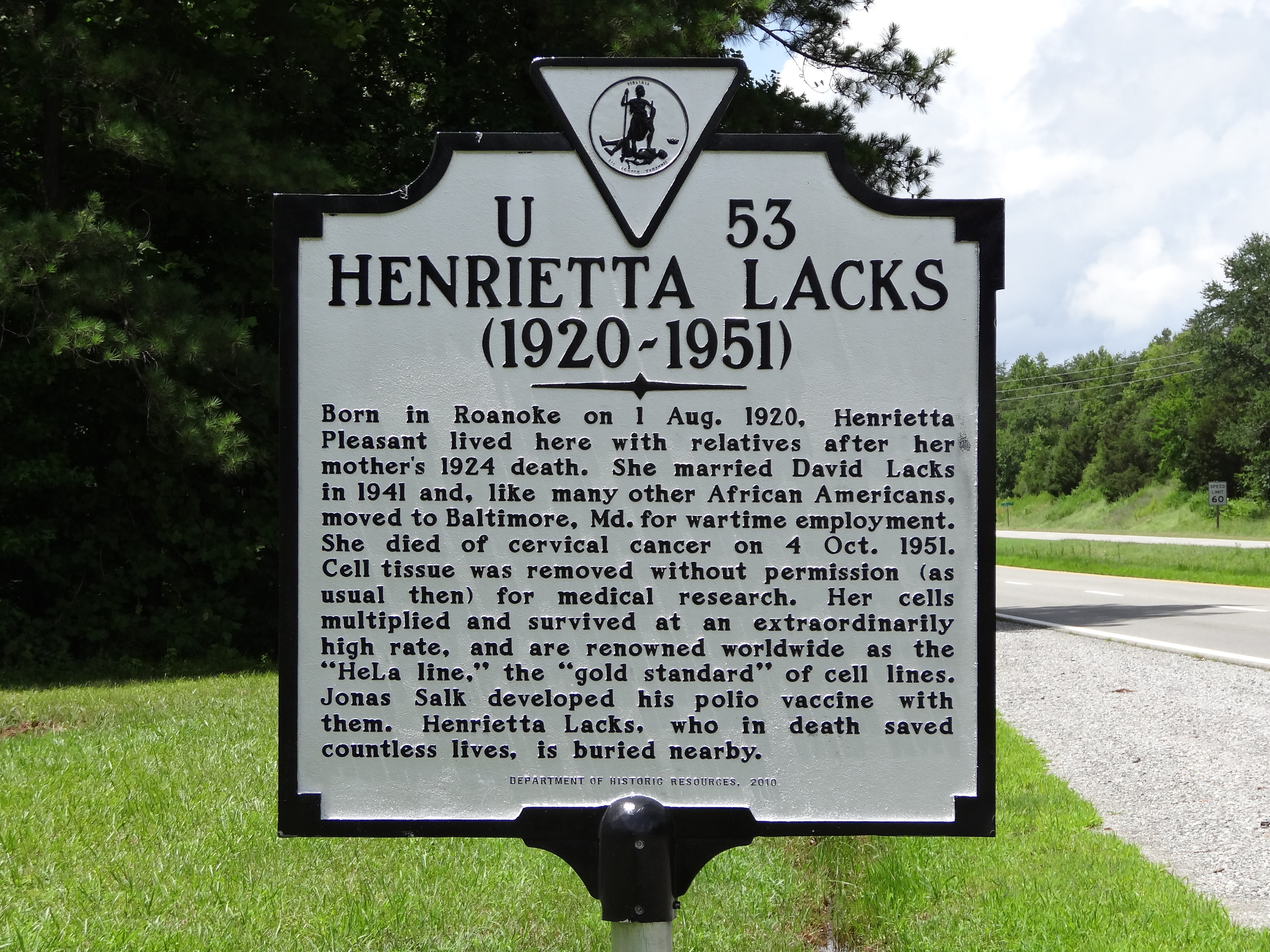
Gedenktafel für Henrietta Lacks in Clover, Virginia

Nach dem Bekanntwerden der Identität der Spenderin der HeLa-Zelllinie wurden Henrietta Lacks Jahrzehnte nach ihrem Tod zahlreiche Ehrungen zuteil. So veranstaltet das Johns Hopkins Hospital in Baltimore seit dem Jahr 2010 jährlich die Henrietta Lacks Memorial Lecture, mit der Henrietta Lacks und der bedeutende Beitrag der HeLa-Zellen für die biomedizinische Forschung geehrt werden sollen. Das Krankenhaus vergibt außerdem jährlich das mit 40.000 US-Dollar dotierte Henrietta Lacks East Baltimore Health Sciences-Stipendium für einen Studenten der Paul Laurence Dunbar High School sowie den mit 15.000 US-Dollar dotierten Henrietta Lacks Community Academic Partnership Award. Im Jahr 2014 erhielt Henrietta Lacks einen Platz in der Maryland Women’s Hall of Fame. In der Würdigung wurde besonders hervorgehoben, dass durch Henrietta Lacks’ Geschichte die Bedeutung ethischen Handelns in der modernen Wissenschaft aufgezeigt wird.
Am 1. August 2023 wurde bekannt, dass eine endgültige rechtliche Einigung zwischen den Nachkommen von Henrietta Lacks und der Biotech-Firma Thermo Fisher Scientific, der Inhaberin der Rechte an den HeLa-Zellen, erzielt worden war. Zum Inhalt der Einigung wurde zunächst nichts bekannt.